# Tip Top (émission de radio)
Pour les articles homonymes, voir Tip Top (homonymie).
Tip Top est une émission de radio diffusée sur les ondes de la radio belge VivaCité, tous les samedis entre dix heures trente et treize heures.
Créé en 2004, le Tip Top est d'abord présenté par Raphaël Scaïni, puis par Thomas Leridez, en 2007. L'émission a pour but de dévoiler les quarante (antérieurement cinquante) chansons récentes les plus entendues, tout au long de la semaine, sur VivaCité.

## Classement

### 13/12/2008
| 1.  | Grégoire        | Toi + Moi              |
| 2.  | Britney Spears  | Womanizer              |
| 3.  | Bénabar         | L'Effet Papillon       |
| 4.  | Gabriella Cilmi | Sweet About Me         |
| 5.  | Madcon          | Beggin                 |
| 6.  | Coldplay        | Viva la Vida           |
| 7.  | Seal            | A Change is Gonna Come |
| 8.  | MC Solaar       | Le Rabbi muffin        |
| 9.  | Mylène Farmer   | Appelle mon numéro     |
| 10. | Jason Mraz      | I'm Yours              |